# Volta de Ciclismo Internacional do Estado de São Paulo 2009
A Volta Ciclística Internacional do Estado de São Paulo 2009 (também chamado Tour do Brasil) foi a 6ª edição da competição ciclística profissional por etapas realizada no estado de São Paulo, disputada de 22 a 30 de Agosto de 2009. O evento teve 9 etapas, mas somente 8 válidas para a UCI e para as classificações finais, excluindo-se a primeira etapa, um CRE em São Paulo. A competição percorreu uma distância total de 1254 kms, 125 dos quais foram neutralizados (portanto com 1129 kms de competição). A competição foi um evento 2.2 no circuito UCI America Tour.
20 equipes, 14 nacionais e 6 estrangeiras, participaram da competição, em um total de 142 ciclistas, dos quais 102 completaram a prova. A vitória da classificação geral ficou com o português Sérgio Ribeiro, seguido por seu companheiro de equipe Bruno Pires, com o brasileiro Magno Nazaret em 3º. Ribeiro colocou-se na liderança da competição logo na 2ª etapa, a qual venceu, e permaneceu no topo até o fim, administrando sua vantagem e aumentando-a com os segundos bônus que ganhava nas constantes presenças no pódio das etapas. O cubano Michel Fernández García venceu a classificação por pontos, enquanto Ricardo Ortíz foi o melhor da classificação de montanha. A equipe portuguesa dos dois primeiros colocados da geral, a Barbot-Siper, também levou a classificação por equipes. As 8 etapas válidas só viram 4 vencedores diferentes, com Bruno Tabanez vencendo uma etapa, Héctor Figueras e Sérgio Ribeiro vencendo duas e Michel Fernández García vencendo 3 consecutivas.

## Classificação e Bonificações
A Classificação Geral Individual é a principal da competição. É atribuída calculando-se o tempo total gasto por cada corredor, isto é, adicionando-se os tempos de cada etapa. O corredor com o menor tempo é considerado o líder no momento, e, ao final do evento, é declarado o vencedor geral do Tour. Durante a corrida, o líder da classificação geral usa uma camisa amarela. Nesta edição da competição, bônus de 10, 6 e 4 segundos são dados aos 3 primeiros colocados de cada etapa. Bônus de 3, 2 e 1 segundos são dados aos 3 primeiros ciclistas em cada meta volante.
 A camisa verde é atribuída ao líder da Classificação por Pontos, ou metas, que podem ser conquistados no fim das etapas ou durante estas através das metas volantes. Os 5 primeiros colocados em cada etapa recebem 10, 7, 5, 3 e 2 pontos, respectivamente. Os 3 primeiros ciclistas em cada meta volante recebem 5, 3 e 2 pontos.
 Ao líder da Classificação de Montanha, é atribuída a camiseta branca com bolas vermelhas. No topo das subidas categorizadas da Volta, atribuem-se pontos aos primeiros a chegar no topo; quem tiver mais pontos é o líder de montanha. Na Volta de São Paulo 2009, as subidas eram classificadas em 3 categorias. Os primeiros 3 ciclistas a atingir o ápice de cada subida recebem pontos para a classificação de montanha de acordo com a categoria:
- Categoria 2: 9, 7, 6 pts
- Categoria 3: 7, 5, 4 pts
- Categoria 4: 5, 3, 2 pts

Por fim, a Classificação de Equipes soma os tempos dos 3 primeiros ciclistas de cada equipe em cada etapa.

## Etapas
| Etapa | Trajeto                         | Distância | Data      | Vencedor                |
| ----- | ------------------------------- | --------- | --------- | ----------------------- |
| P     | São Paulo (CRE)                 | 6 km      | 22 Agosto | Scott-Marcondes César   |
| 1     | São Paulo - São José dos Campos | 91 km     | 23 Agosto | Héctor Figueras         |
| 2     | São José dos Campos - Atibaia   | 103 km    | 24 Agosto | Sérgio Ribeiro          |
| 3     | Atibaia - São Carlos            | 239 km    | 25 Agosto | Sérgio Ribeiro          |
| 4     | São Carlos - Ribeirão Preto     | 96 km     | 26 Agosto | Michel Fernández García |
| 5     | Ribeirão Preto - Bauru          | 204 km    | 27 Agosto | Michel Fernández García |
| 6     | Bauru - Sorocaba                | 175 km    | 28 Agosto | Michel Fernández García |
| 7     | Sorocaba - Campinas             | 169 km    | 29 Agosto | Bruno Tabanez           |
| 8     | Jundiaí - São Paulo             | 51 km     | 30 Agosto | Héctor Figueras         |

## Resultados

### Prólogo:São Paulo:Contra-Relógio por Equipes
Realizada sábado, 22 de Agosto de 2009. O contra-relógio por equipes percorreu 6 kms pelas ruas de São Paulo, e foi vencido pela equipe Scott - Marcondes César - São José dos Campos, mas a etapa não era válida pela UCI e os resultados não foram considerados para o restante da competição.
| Resultados Prólogo \| \| País \| Equipe \| Tempo \| \| - \| ---- \| --------------------------------------------- \| ------ \| \| 1 \| \| Scott - Marcondes César - São José dos Campos \| 7' 44" \| \| 2 \| \| Padaria Real - Céu Azul Alimentos - Sorocaba \| + 12" \| \| 3 \| \| Fapi - Funvic - Pindamonhangaba \| + 14" \| |        |                                               |        |
| | País   | Equipe                                        | Tempo  |
| 1 | Brasil | Scott - Marcondes César - São José dos Campos | 7' 44" |
| 2 | Brasil | Padaria Real - Céu Azul Alimentos - Sorocaba  | + 12"  |
| 3 | Brasil | Fapi - Funvic - Pindamonhangaba               | + 14"  |

### Etapa 1:São Paulo-São José dos Campos
Realizada domingo, 23 de Agosto de 2009. A etapa, que percorreu 91 kms, foi definida no sprint final, onde o uruguaio Héctor Figueras foi o mais rápido, tornando-se o primeiro líder da prova em 2009.
|   | País    | Ciclista                | Equipe                          | Tempo      |
| - | ------- | ----------------------- | ------------------------------- | ---------- |
| 1 | Uruguai | Héctor Figueras         | Fapi - Funvic - Pindamonhangaba | 2h 11' 34" |
| 2 | Chile   | Luis Almonacid          | Polidesportivo Sketchers - Trek | m.t.       |
| 3 | Cuba    | Michel Fernández García | Cesc - Sundown - Maxxis         | m.t.       |

|   | País    | Ciclista                | Equipe                          | Tempo      |
| - | ------- | ----------------------- | ------------------------------- | ---------- |
| 1 | Uruguai | Héctor Figueras         | Fapi - Funvic - Pindamonhangaba | 2h 11' 22" |
| 2 | Cuba    | Michel Fernández García | Cesc - Sundown - Maxxis         | + 5"       |
| 3 | Chile   | Luis Almonacid          | Polidesportivo Sketchers - Trek | + 6"       |

### Etapa 2:São José dos Campos-Atibaia
Realizada segunda-feira, 24 de Agosto de 2009. Após 103 kms percorridos, a chegada em Atibaia era em uma curta subida de paralelepípedos. O português Sérgio Ribeiro chegou sozinho com seu companheiro de equipe Bruno Pires, vencendo a etapa com o tempo de 2h 26' 13" e colocando-se na liderança da classificação geral. Sua equipe, a Barbot-Siper, também assumiu com o resultado a liderança da classificação por equipes.
|   | País     | Ciclista            | Equipe                          | Tempo      |
| - | -------- | ------------------- | ------------------------------- | ---------- |
| 1 | Portugal | Sérgio Ribeiro      | Barbot - Siper                  | 2h 26' 13" |
| 2 | Portugal | Bruno Pires         | Barbot - Siper                  | m.t.       |
| 3 | Brasil   | Magno Prado Nazaret | Fapi - Funvic - Pindamonhangaba | + 4"       |

|   | País     | Ciclista            | Equipe                          | Tempo      |
| - | -------- | ------------------- | ------------------------------- | ---------- |
| 1 | Portugal | Sérgio Ribeiro      | Barbot - Siper                  | 4h 37' 34" |
| 2 | Portugal | Bruno Pires         | Barbot - Siper                  | + 7"       |
| 3 | Brasil   | Magno Prado Nazaret | Fapi - Funvic - Pindamonhangaba | + 13"      |

### Etapa 3:Atibaia-São Carlos
Realizada terça-feira, 25 de Agosto de 2009. Esta etapa percorreu 239 km, sendo a etapa mais longa da Volta. A chegada foi protagonizada por um grupo de 5 ciclistas que chegaram isolados, incluindo os 3 líderes da classificação geral antes da etapa. Sérgio Ribeiro foi o mais rápido no sprint final e venceu sua 2ª etapa na Volta.
|   | País     | Ciclista       | Equipe                          | Tempo      |
| - | -------- | -------------- | ------------------------------- | ---------- |
| 1 | Portugal | Sérgio Ribeiro | Barbot - Siper                  | 5h 42' 24" |
| 2 | Brasil   | Tiago Fiorilli | Flying Horse - Caloi - Unilance | + 1"       |
| 3 | Portugal | Bruno Pires    | Barbot - Siper                  | + 3"       |

|   | País     | Ciclista            | Equipe                          | Tempo       |
| - | -------- | ------------------- | ------------------------------- | ----------- |
| 1 | Portugal | Sérgio Ribeiro      | Barbot - Siper                  | 10h 19' 48" |
| 2 | Portugal | Bruno Pires         | Barbot - Siper                  | + 14"       |
| 3 | Brasil   | Magno Prado Nazaret | Fapi - Funvic - Pindamonhangaba | + 26"       |

### Etapa 4:São Carlos-Ribeirão Preto
Realizada quarta-feira, 26 de Agosto de 2009. Esta etapa percorreu 96 km.
|   | País     | Ciclista                | Equipe                          | Tempo      |
| - | -------- | ----------------------- | ------------------------------- | ---------- |
| 1 | Cuba     | Michel Fernández García | Cesc - Sundown - Maxxis         | 2h 14' 43" |
| 2 | Portugal | Sérgio Ribeiro          | Barbot - Siper                  | m.t.       |
| 3 | Brasil   | Kléber Ramos            | Fapi - Funvic - Pindamonhangaba | m.t.       |

|   | País     | Ciclista            | Equipe                          | Tempo       |
| - | -------- | ------------------- | ------------------------------- | ----------- |
| 1 | Portugal | Sérgio Ribeiro      | Barbot - Siper                  | 12h 34' 25" |
| 2 | Portugal | Bruno Pires         | Barbot - Siper                  | + 20"       |
| 3 | Brasil   | Magno Prado Nazaret | Fapi - Funvic - Pindamonhangaba | + 32"       |

### Etapa 5:Ribeirão Preto-Bauru
Realizada quinta-feira, 27 de Agosto de 2009. Esta etapa percorreu 204 km.
|   | País     | Ciclista                | Equipe                  | Tempo      |
| - | -------- | ----------------------- | ----------------------- | ---------- |
| 1 | Cuba     | Michel Fernández García | Cesc - Sundown - Maxxis | 5h 02' 29" |
| 2 | Portugal | Sérgio Ribeiro          | Barbot - Siper          | m.t.       |
| 3 | Brasil   | Carlos França           | DataRo - Cordeirópolis  | m.t.       |

|   | País     | Ciclista            | Equipe                          | Tempo       |
| - | -------- | ------------------- | ------------------------------- | ----------- |
| 1 | Portugal | Sérgio Ribeiro      | Barbot - Siper                  | 17h 36' 45" |
| 2 | Portugal | Bruno Pires         | Barbot - Siper                  | + 27"       |
| 3 | Brasil   | Magno Prado Nazaret | Fapi - Funvic - Pindamonhangaba | + 41"       |

### Etapa 6:Bauru-Sorocaba
Realizada sexta-feira, 28 de Agosto de 2009. Esta etapa percorreu 175 km.
|   | País    | Ciclista                | Equipe                          | Tempo      |
| - | ------- | ----------------------- | ------------------------------- | ---------- |
| 1 | Cuba    | Michel Fernández García | Cesc - Sundown - Maxxis         | 4h 25' 25" |
| 2 | Uruguai | Héctor Figueras         | Fapi - Funvic - Pindamonhangaba | m.t.       |
| 3 | Brasil  | Ricardo Ortiz           | Padarial Real - Sorocaba        | m.t.       |

|   | País     | Ciclista            | Equipe                          | Tempo       |
| - | -------- | ------------------- | ------------------------------- | ----------- |
| 1 | Portugal | Sérgio Ribeiro      | Barbot - Siper                  | 22h 02' 10" |
| 2 | Portugal | Bruno Pires         | Barbot - Siper                  | + 24"       |
| 3 | Brasil   | Magno Prado Nazaret | Fapi - Funvic - Pindamonhangaba | + 41"       |

### Etapa 7:Sorocaba-Campinas
Etapa realizada sábado, 29 de Agosto de 2009. A etapa, que percorreu 169 kms, viu uma mudança na liderança da classificação por pontos, que passou do líder geral Sérgio Ribeiro para as mãos de Michel Fernández García, que havia vencido as 3 etapas anteriores e chegou em 2º nesta. A vitória ficou com Bruno Tabanez, sendo a primeira e única vitória por um ciclista brasileiro na Volta de 2009.
|   | País   | Ciclista                | Equipe                               | Tempo      |
| - | ------ | ----------------------- | ------------------------------------ | ---------- |
| 1 | Brasil | Bruno Tabanez           | São Lucas Saude - U.A.C. - Americana | 4h 17' 35" |
| 2 | Cuba   | Michel Fernández García | Cesc - Sundown - Maxxis              | m.t.       |
| 3 | Brasil | Daniel Rogelin          | Scott - Marcondes César              | m.t.       |

|   | País     | Ciclista            | Equipe                          | Tempo       |
| - | -------- | ------------------- | ------------------------------- | ----------- |
| 1 | Portugal | Sérgio Ribeiro      | Barbot - Siper                  | 26h 19' 45" |
| 2 | Portugal | Bruno Pires         | Barbot - Siper                  | + 24"       |
| 3 | Brasil   | Magno Prado Nazaret | Fapi - Funvic - Pindamonhangaba | + 41"       |

### Etapa 8:Jundiaí-São Paulo
Realizada domingo, 30 de Agosto de 2009. A etapa percorreu 51 km. Na chegada em sprint, Héctor Figueras foi o mais rápido, garantindo sua segunda vitória de etapa na competição. Sérgio Ribeiro chegou seguro no pelotão, na 11ª colocação da etapa, e garantiu a vitória na classificação geral.
| Resultado Etapa 8 \| \| País \| Ciclista \| Equipe \| Tempo \| \| - \| ---- \| ----------------------- \| ------------------------------------ \| -------- \| \| 1 \| \| Héctor Figueras \| Fapi - Funvic - Pindamonhangaba \| 1h03'15" \| \| 2 \| \| Michel Fernández García \| Cesc - Sundown - Maxxis \| m.t. \| \| 3 \| \| Bruno Tabanez \| São Lucas Saude - U.A.C. - Americana \| m.t. \| |         |                         |                                      |          |
| | País    | Ciclista                | Equipe                               | Tempo    |
| 1 | Uruguai | Héctor Figueras         | Fapi - Funvic - Pindamonhangaba      | 1h03'15" |
| 2 | Cuba    | Michel Fernández García | Cesc - Sundown - Maxxis              | m.t.     |
| 3 | Brasil  | Bruno Tabanez           | São Lucas Saude - U.A.C. - Americana | m.t.     |

## Resultados Finais
| Classificação Geral após Etapa 8 (Resultado final) \| \| País \| Ciclista \| Equipe \| Tempo \| \| -- \| ---- \| ------------------- \| --------------------------------------- \| ----------- \| \| 1 \| \| Sérgio Ribeiro \| Barbot - Siper \| 27h 23' 00" \| \| 2 \| \| Bruno Pires \| Barbot - Siper \| + 24" \| \| 3 \| \| Magno Prado Nazaret \| Fapi - Funvic - Pindamonhangaba \| + 41" \| \| 4 \| \| Néstor Pías \| Alfameq - Kenda - São Bernardo do Campo \| + 1' 16" \| \| 5 \| \| Matías Medici \| Scott - Marcondes César \| + 1' 30" \| \| 6 \| \| Bruno Castanheira \| Barbot - Siper \| + 1' 36" \| \| 7 \| \| David Bernabéu \| Barbot - Siper \| + 1' 36" \| \| 8 \| \| Carlos Pinho \| Barbot - Siper \| + 1' 48" \| \| 9 \| \| Antonio Amorim \| Barbot - Siper \| + 1' 52" \| \| 10 \| \| Darwin Urrea \| Acme - Zero Gravity \| + 2' 52" \| |           |                     |                                         |             |
| | País      | Ciclista            | Equipe                                  | Tempo       |
| 1 | Portugal  | Sérgio Ribeiro      | Barbot - Siper                          | 27h 23' 00" |
| 2 | Portugal  | Bruno Pires         | Barbot - Siper                          | + 24"       |
| 3 | Brasil    | Magno Prado Nazaret | Fapi - Funvic - Pindamonhangaba         | + 41"       |
| 4 | Uruguai   | Néstor Pías         | Alfameq - Kenda - São Bernardo do Campo | + 1' 16"    |
| 5 | Argentina | Matías Medici       | Scott - Marcondes César                 | + 1' 30"    |
| 6 | Portugal  | Bruno Castanheira   | Barbot - Siper                          | + 1' 36"    |
| 7 | Espanha   | David Bernabéu      | Barbot - Siper                          | + 1' 36"    |
| 8 | Portugal  | Carlos Pinho        | Barbot - Siper                          | + 1' 48"    |
| 9 | Portugal  | Antonio Amorim      | Barbot - Siper                          | + 1' 52"    |
| 10 | Venezuela | Darwin Urrea        | Acme - Zero Gravity                     | + 2' 52"    |

|   | País     | Ciclista                | Equipe                          | Pontos |
| - | -------- | ----------------------- | ------------------------------- | ------ |
| 1 | Cuba     | Michel Fernández García | Cesc - Sundown - Maxxis         | 63 pts |
| 2 | Portugal | Sérgio Ribeiro          | Barbot - Siper                  | 49 pts |
| 3 | Uruguai  | Héctor Figueras         | Fapi - Funvic - Pindamonhangaba | 35 pts |

|   | País     | Ciclista          | Equipe                          | Pontos |
| - | -------- | ----------------- | ------------------------------- | ------ |
| 1 | Brasil   | Ricardo Ortiz     | Padarial Real - Sorocaba        | 35 pts |
| 2 | Portugal | Bruno Pires       | Barbot - Siper                  | 34 pts |
| 3 | Brasil   | Douglas Moi Bueno | Flying Horse - Caloi - Unilance | 24 pts |

| Classificação de Equipes após Etapa 8 (Resultado final) \| \| País \| Equipe \| Tempo \| \| - \| ---- \| --------------------------------------------- \| ----------- \| \| 1 \| \| Barbot - Siper \| 82h 11' 43" \| \| 2 \| \| Scott - Marcondes César - São José dos Campos \| + 1' 57" \| \| 3 \| \| Fapi - Funvic - Pindamonhangaba \| + 5' 15" \| |          |                                               |             |
| | País     | Equipe                                        | Tempo       |
| 1 | Portugal | Barbot - Siper                                | 82h 11' 43" |
| 2 | Brasil   | Scott - Marcondes César - São José dos Campos | + 1' 57"    |
| 3 | Brasil   | Fapi - Funvic - Pindamonhangaba               | + 5' 15"    |

## Evolução dos Líderes
| Etapa | Vencedor                | Classificação Geral | Classificação de Pontos | Classificação de Montanha | Classificação por Equipes |
| ----- | ----------------------- | ------------------- | ----------------------- | ------------------------- | ------------------------- |
| P     | Scott-Marcondes César   | Sem resultados      | Sem resultados          | Sem resultados            | Sem resultados            |
| 1     | Héctor Figueras         | Héctor Figueras     | Héctor Figueras         | Ricardo Ortíz             | Scott-Marcondes César     |
| 2     | Sérgio Ribeiro          | Sérgio Ribeiro      | Sérgio Ribeiro          | Ricardo Ortíz             | Barbot-Siper              |
| 3     | Sérgio Ribeiro          | Sérgio Ribeiro      | Sérgio Ribeiro          | Bruno Pires               | Barbot-Siper              |
| 4     | Michel Fernández García | Sérgio Ribeiro      | Sérgio Ribeiro          | Bruno Pires               | Barbot-Siper              |
| 5     | Michel Fernández García | Sérgio Ribeiro      | Sérgio Ribeiro          | Bruno Pires               | Barbot-Siper              |
| 6     | Michel Fernández García | Sérgio Ribeiro      | Sérgio Ribeiro          | Douglas Moi Bueno         | Barbot-Siper              |
| 7     | Bruno Tabanez           | Sérgio Ribeiro      | Michel Fernández García | Ricardo Ortíz             | Barbot-Siper              |
| 8     | Héctor Figueras         | Sérgio Ribeiro      | Michel Fernández García | Ricardo Ortíz             | Barbot-Siper              |
| Final | Final                   | Sérgio Ribeiro      | Michel Fernández García | Ricardo Ortíz             | Barbot-Siper              |